# Frida Maanum
Frida Leonhardsen Maanum (ur. 16 lipca 1999) – norweska piłkarka występująca na pozycji pomocniczki w angielskim klubie Arsenal oraz w reprezentacji Norwegii. Wychowanka Lyn, w trakcie swojej kariery grała także w takich zespołach, jak Stabæk oraz Linköpings.